# Declan Rice
Declan Rice (født 14. januar 1999) er en engelsk professionel fodboldspiller, som spiller for Premier League-klubben Arsenal og Englands landshold.

## Klubkarriere

### West Ham United
Rice begyndte sin karriere hos Chelseas ungdomsakademi, før han som 14-årig i 2014 blev frigivet af klubben. Han skiftede herefter til West Ham United. Han skrev i december 2015 sin første professionelle kontrakt med West Ham. Han gjorde sin førsteholdsdebut den 22. maj 2017.
Rice fik sit førsteholdsgennembrud i løbet af 2017-18 sæsonen, hvor han løbende etablerede sig som en fast mand på førsteholdet. Træner David Moyes sagde, at han i løbet af sæsonen, især var imponeret af Rices evne til at spille i flere forskellige positioner, både i forsvaret og i midtbanen.
Han blev kun bedre i 2018-19 sæsonen, som kulminerede med, at Rice blev valgt som årets spiller i klubben for sæsonen. Den 28. december 2019 var han for første gang anfører for klubben i en kamp imod Leicester City, da Mark Noble var skadet. Han blev i 2019-20 sæsonen kåret som Hammer of the Year, som er årets spiller i klubben, bestemt af fansene.
Efter at Mark Noble gik på pension efter 2021-22 sæsonen, blev Rice annonceret som West Ham Uniteds nye anfører.
Rice ledte i 2022-23 sæsonen West Ham til at vinde UEFA Europa Conference League, som var klubbens første europæiske trofæ siden 1965. Han blev kåret som turneringens spiller efter sejren.

### Arsenal
Rice skiftede i juli 2023 til Arsenal i en aftale som gjorde ham den delt dyreste engelske spiller nogensinde, da prisen på 100 millioner pund tangerede den, som Manchester City havde betalt for Jack Grealish.

## Landsholdskarriere

### Irland
Født i England, Rice kunne spille for Irland gennem sin bedsteforældre, som var født i Cork i Irland. Han repræsenterede fra 2015 Irland på flere ungdomsniveauer, og fik den 23. marts 2018 sin debut for seniorlandsholdet.

### England
Rice annoncerede i februar 2019, at han ville skifte til at spille for Englands landshold. Dette kunne han, trods han allerede havde spillet for Irlands landshold, så havde han kun spillet i venskabskampe, og var dermed ikke bundet til landet endnu. Hans skifte til England blev godkendt af FIFA i marts måned. Skiftet var meget kontroversielt som resultat af historien mellem de to lande, og Rice modtog en lang række hadbeskeder, og nogle få dødstrusler, online efter skiftet. Han blev hermed også den første spiller til at have repræsenteret både England og Irland siden Jack Reynolds, som spillede i 1890'erne.
Han debuterede for det engelske landshold den 22. marts 2019. Han var del af Englands trup til flere internationale turneringer.

## Titler
West Ham United
- UEFA Europa Conference League: 1 (2022-23)

Individuelle
- West Ham United Årets unge spiller: 2 (2016-17, 2017-18)
- West Ham United Årets spiller: 3 (2019-20, 2021-22, 2022-23)
- Irland U/17 Årets spiller: 1 (2016)
- FAI Årets unge spiller: 1 (2018)
- UEFA Europa League Sæsonens hold: 1 (2021-22)
- UEFA Europa Conference League Sæsonens spiller: 1 (2022-23)
- UEFA Europa Conference League Sæsonens hold: 1 (2022-23)